# Steuerbürgschaft
Mit der Steuerbürgschaft übernimmt der ausstellende Bürge die Haftung für die ordnungsgemäße Zahlung gestundeter Steuern durch den Steuerpflichtigen.

## Allgemeines
Eine Stundung ist für Ansprüche der Finanzverwaltung aus Steuerschuldverhältnissen, Verbrauchsteuern und Zöllen möglich. Die Finanzbehörden können Ansprüche aus dem Steuerschuldverhältnis ganz oder teilweise stunden, wenn die Einziehung bei Fälligkeit eine erhebliche Härte für den Steuerschuldner bedeuten würde und der Anspruch durch die Stundung nicht gefährdet erscheint; die Stundung soll in der Regel nur auf Antrag und gegen Sicherheitsleistung gewährt werden (§ 222 AO). Als Sicherheitsleistung wird auch eine Bürgschaft oder ein Schuldversprechen (§ 241 Abs. 1 Nr. 7 AO) eines „tauglichen Steuerbürgen“ anerkannt (§ 244 Abs. 2 AO). Hierzu gehören die von der Bundesfinanzdirektion zugelassenen Kreditinstitute und Versicherungsunternehmen, die diese Bürgschaften übernehmen dürfen.
Das Steuerzahlungsrisiko lässt sich durch Dritte (etwa Kreditinstitute, Versicherer) in Form der Steuerbürgschaft absichern. Die Bonität der Kreditinstitute/Versicherer soll dem Finanzamt die Möglichkeit geben, auf sie zurückzugreifen, falls der Steuerpflichtige nicht zahlen kann.

## Rechtsfragen
Die Steuerbürgschaft ist eine Unterform der Bürgschaft. Sie ist in § 765 ff. BGB geregelt, was auf die Steuerbürgschaft anzuwenden ist. Verlangen deutsche Gesetze eine Sicherheitsleistung, so ziehen sie die Bürgschaft der Garantie vor (etwa § 244 Abs. 1 AO).
In zahlreichen Vorschriften der AO (§ 109 Abs. 3 AO, § 165 Abs. 1 AO, § 221 AO, § 222 AO, § 361 AO) oder Verbrauchssteuergesetzen (§ 11 EnergieStG, § 13 EnergieStG, § 15 EnergieStG, § 18 EnergieStG, § 6 AlkStG, § 14, § 15 AlkStG oder § 18 Abs. 1 KaffeeStV für Beförderungen von Kaffee unter Steueraussetzung) ist die Stellung einer Sicherheitsleistung vorgesehen oder zugelassen. Die größte Bedeutung hat die Sicherheitsleistung im Zollrecht, hier ist die Zollbürgschaft als Unterform der Steuerbürgschaft vorgesehen.
Die Zulassung als „tauglicher Steuerbürge“ ist ein Verwaltungsakt und liegt im Ermessen der Finanzverwaltung; da jedoch ein Anspruch auf fehlerfreie Ermessensausübung besteht, muss ein Institut, das die gesetzlichen Voraussetzungen erfüllt und gegen dessen Einsatz als Steuerbürge keine sachlichen Bedenken bestehen, für diesen Zweck zugelassen werden. Bei der Zulassung ist ein Höchstbetrag als Bürgschaftssumme festzulegen. Die Gesamtheit der Verpflichtungen, die das Kreditinstitut/Versicherer unter § 244 Abs. 2 AO aus Schuldversprechen, Bürgschaften und Wechselversprechen gegenüber der Finanzverwaltung übernommen hat, darf die Bürgschaftssumme nicht übersteigen. Rücknahme und Widerruf der Zulassung richten sich nach den §§ 130, 131 AO.
Kreditinstitute stellen Steuerbürgschaften im Rahmen des Avalkredits aus, Versicherungen im Rahmen der Kautionsversicherung. Der Avalkredit ist Bankgeschäft im Sinne des § 1 Abs. 1 Nr. 8 KWG, die Kautionsversicherung ist eine Versicherung für fremde Rechnung gemäß § 43 VVG. Nach der Legaldefinition des § 43 Abs. 1 VVG kann der Versicherungsnehmer einen Versicherungsvertrag im eigenen Namen für einen anderen schließen. Der „andere“ ist der Begünstigte aus der Bürgschaft/Garantie, dem die Rechte aus dem Versicherungsvertrag zustehen (§ 44 Abs. 1 VVG), aber durch das Rechtsverhältnis aus der Garantie/Bürgschaft überlagert werden.
Steuerbürgschaften müssen den Verzicht auf die Einrede der Vorausklage nach § 771 BGB enthalten (§ 244 Abs. 1 AO).

## Rechtsfolgen
Der Bürgschaftsfall tritt bei Steuerbürgschaften ein, wenn der Steuerschuldner nach Ablauf der Stundungsfrist die Steuerzahlung nicht oder nicht vollständig leistet. Die Finanzverwaltung darf den Bürgschaftsbetrag stets nur anfordern, wenn die gesicherte Hauptverbindlichkeit besteht und der von den Vertragsparteien vereinbarte oder vorausgesetzte Sicherungsfall eingetreten ist. Dann muss die Finanzverwaltung lediglich das behaupten, was Zahlungsbedingung der Bürgschaft war (sog. formeller Bürgschaftsfall). Ferner muss der Gläubiger – außer bei einer Bürgschaft auf erste Anforderung – die Schlüssigkeit der Hauptforderung beweisen (sog. materieller Bürgschaftsfall). Dabei hat er nachzuweisen, dass die durch Bürgschaft gesicherte Steuerforderung fällig ist. Liegen die Voraussetzungen vor, darf der Gläubiger das Kreditinstitut oder die Versicherung aus der gegebenen Steuerbürgschaft auf Geldzahlung in Anspruch nehmen.
Dann ist das Kreditinstitut oder die Versicherung aus der Bürgschaft verpflichtet, Zahlung zu leisten. Durch die Zahlung geht bei der Steuerbürgschaft gemäß § 774 Abs. 1 BGB die Steuerforderung der Finanzverwaltung gegen den Hauptschuldner auf den Bürgen kraft Gesetzes über (Legalzession).

## International
International ist in bedeutenden Staaten die Steuerbürgschaft auf deren Unterart Zollbürgschaft begrenzt. In Österreich sind als Steuerbürge im Sinne des Art. 195 Zollkodex der Union gemäß § 70 Zollrechts-Durchführungsgesetz in der EU ansässige Kreditinstitute mit Niederlassung im Anwendungsgebiet anerkannt. In der Schweiz sieht Art. 10 Abs. 1 Mineralölsteuerverordnung (MinöStV) vor, dass durch die Steuerbürgschaft als Solidarbürgschaft alle Abgabenforderungen gegenüber der steuerpflichtigen Person sichergestellt werden können. Bezahlt der Steuerbürge die Forderung, so stellt ihm die Oberzolldirektion auf Verlangen eine Bescheinigung aus, die ihm als Grundlage für den Rückgriff auf die steuerpflichtige Person und als definitiver Rechtsöffnungstitel dient (Art. 11 MinöStV). Wie die Zollbürgschaft ist die schweizerische Steuerbürgschaft ein öffentlich-rechtlicher Vertrag zwischen der Behörde und dem Bürgen.